# Ruch lewostronny
     ruch prawostronny
     ruch lewostronny

ruch prawostronny
ruch lewostronny

Ruch lewostronny – przepis ruchu drogowego nakazujący pojazdom poruszanie się w pobliżu lewej krawędzi jezdni. W zmodyfikowanej postaci obowiązywać on może także na tramwajowych, czasem także kolejowych, liniach dwutorowych (w tym przypadku nakazuje jazdę lewym torem).
Zasada ruchu lewostronnego obowiązuje dziś w mniejszości krajów świata: w Wielkiej Brytanii oraz w krajach niegdyś od Wielkiej Brytanii zależnych lub będących jej byłymi koloniami, w tym w Irlandii, na Cyprze i Malcie, a także w Australii, Nowej Zelandii, Samoa, Indiach, Pakistanie, Sri Lance, Bangladeszu, Papui-Nowej Gwinei, Brunei, Hongkongu, Południowej Afryce i innych postbrytyjskich koloniach Afryki (Lesotho, Botswanie, Kenii, Tanzanii, Ugandzie, Zambii, Zimbabwe), jak również w Japonii, Malezji, Singapurze, Indonezji, Tajlandii, Makau, na Malediwach, Mauritiusie, Jamajce, Dominice oraz w Gujanie i Surinamie. Jednym z wyjątków od zasady wynikającej z „brytyjskości” jest zależny od Wielkiej Brytanii Gibraltar, gdzie od 1929 obowiązuje ruch prawostronny (jak w sąsiedniej Hiszpanii i całej kontynentalnej Europie).

## Historia

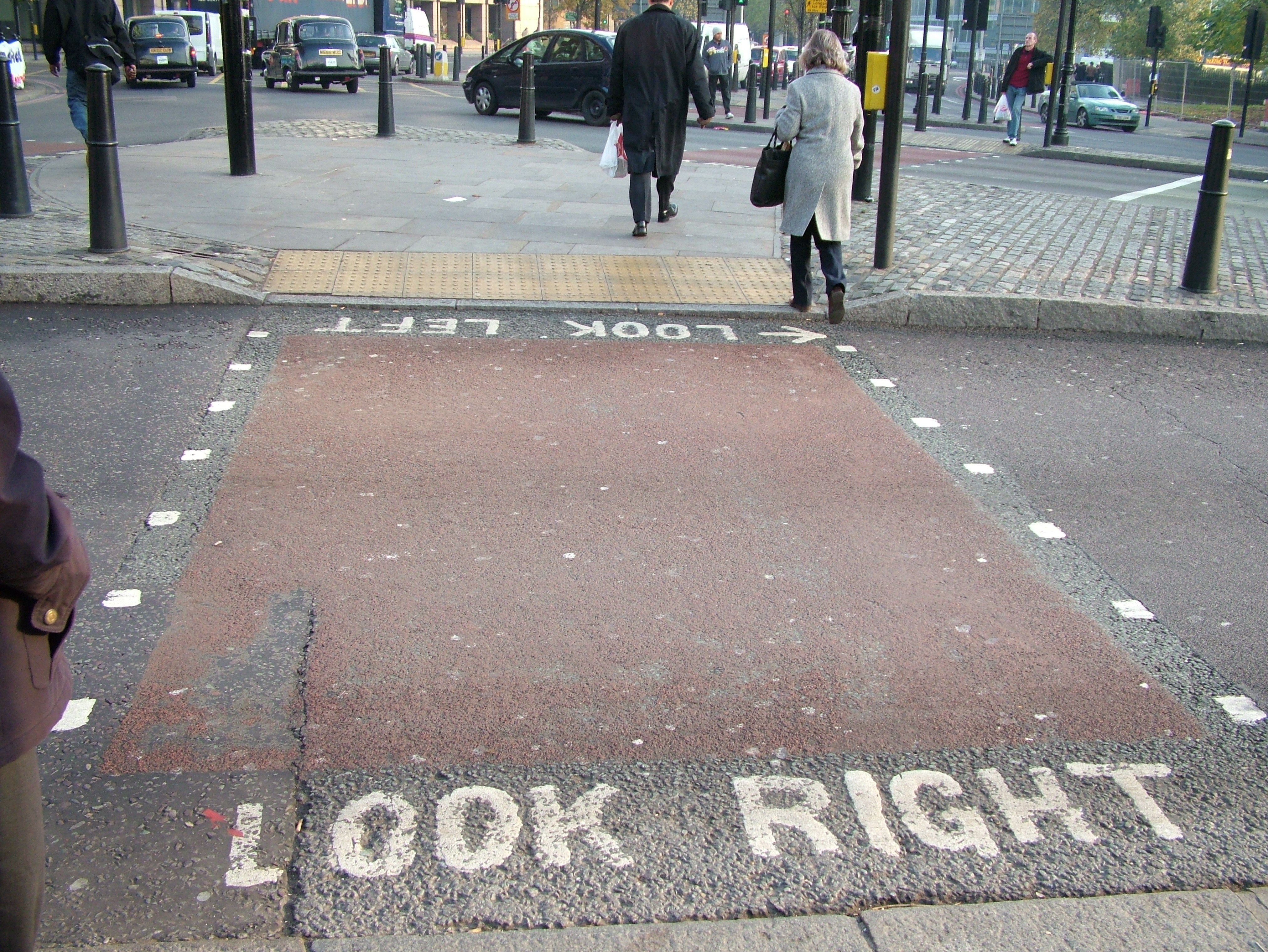
Londyn (ruch lewostronny): przejście dla pieszych z zaleceniem
LOOK RIGHT („spójrz w prawo”) na ulicy jednokierunkowej

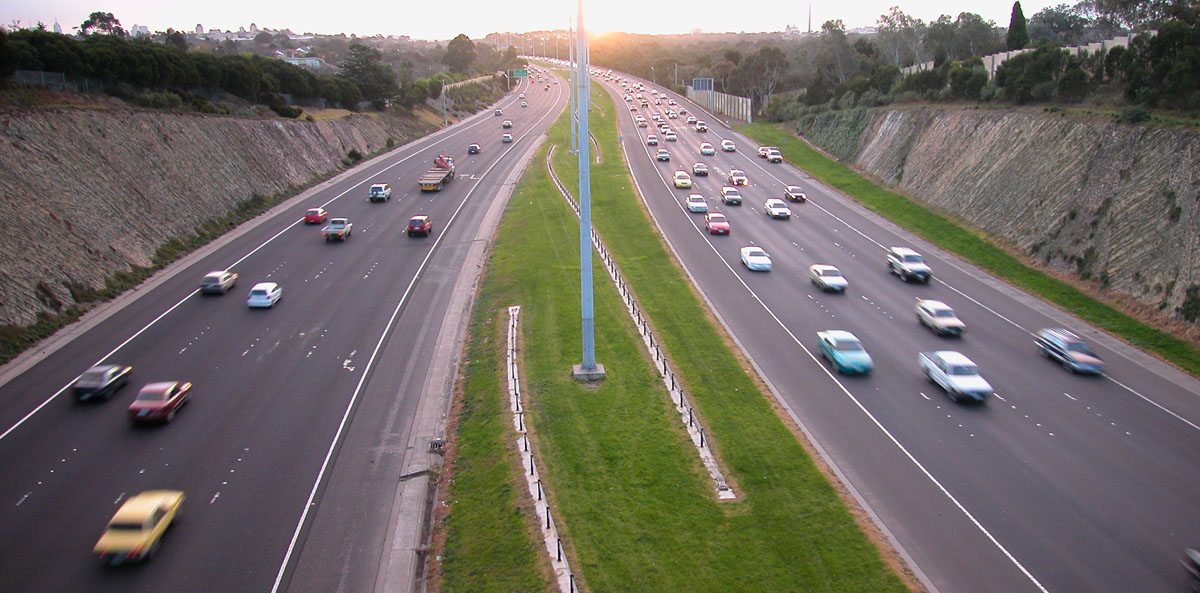
Eastern Freeway w Melbourne (Australia) z ruchem lewostronnym

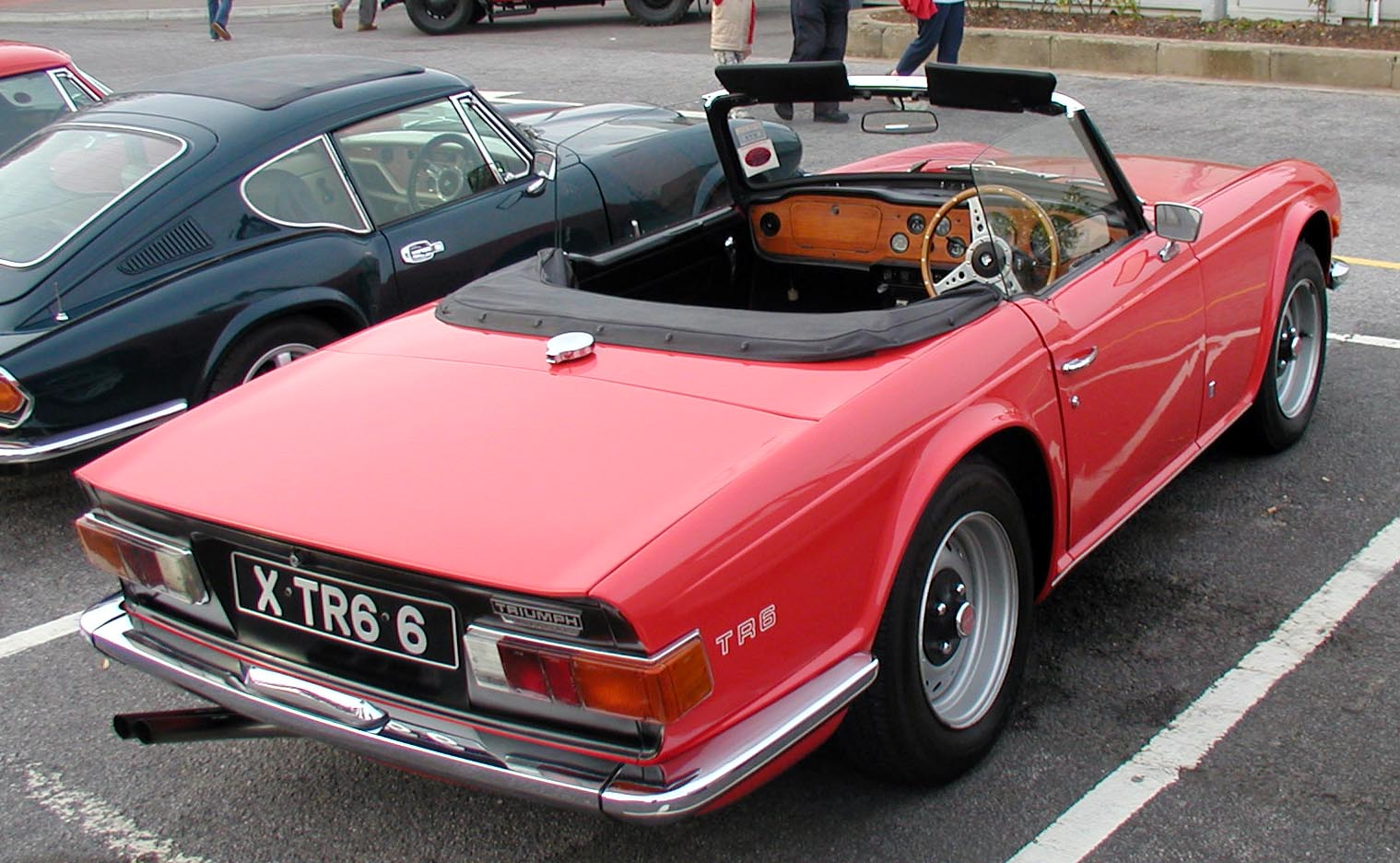
Brytyjskie samochody z kierownicą po prawej stronie (przystosowane do ruchu lewostronnego)

Zasada ruchu lewostronnego pochodzi jeszcze z czasów starożytnych, a – według niektórych, choć niepopartych dokumentami, przekazów – w nowożytnej Europie została uregulowana prawem jeszcze w średniowieczu przez papieża Bonifacego VIII, który w roku 1300 zarządził, że pielgrzymi mają poruszać się po lewej stronie drogi. Niezależnie jednak od tego, czy, kiedy i przez kogo wprowadzona, zasada ta jest konsekwencją faktu, iż tak piesi, jak i konni podróżni, posługujący się w walce bronią trzymaną (w zdecydowanej większości, ok. 90% ludzi) w prawej ręce, mogli szybciej uniknąć niespodziewanego ataku ze strony zbliżającej się z przeciwka osoby, znajdując się po lewej stronie drogi. W Japonii zasada ruchu lewostronnego została wprowadzona dekretem cesarskim na początku XVII wieku i wynikała z faktu, że pomiędzy samurajami poruszającymi się wąskimi uliczkami miast japońskich często dochodziło do zwad o to, kto komu ma ustąpić, zwłaszcza jeśli zaczepili się bronią noszoną u lewego boku. Istnieje również teoria, iż osoba prowadząca zaprzęg konny łatwiej i wygodniej pozdrawiała mijanych prawą ręką, a lejce trzymała w lewej.
W Europie odejście od ruchu lewostronnego na rzecz prawostronnego „zawdzięcza się” Francuzom, przy czym liczni są zwolennicy poglądu przypisującego to Napoleonowi, który między innymi w ten sposób miał wywoływać zamęt w oddziałach wojskowych swoich przeciwników, przygotowanych do ewentualnych bojów z żołnierzami poruszającymi się (jak wszyscy do tej pory) lewą stroną. Inni wiążą tę zmianę z rzekomą leworęcznością cesarza, a jeszcze inni ze swoistym buntem wobec papieskich zarządzeń Bonifacego VIII. Są też przesłanki przemawiające za tym, że nastąpiło to we Francji nieco wcześniej.
Ruch lewostronny obowiązywał w Austro-Węgrzech aż do ich rozpadu, a w powstałych w wyniku tego państwach – Austrii, Czechosłowacji na Węgrzech – obowiązywał aż do 1938/1939, kiedy III Rzesza ujednoliciła zasady ruchu drogowego na ruch prawostronny we wszystkich zaanektowanych lub uzależnionych od siebie krajach. Na ziemiach polskich w zaborze austriackim także obowiązywał ruch lewostronny (odwrotnie niż w pozostałych dwóch), zastąpiony prawostronnym po odrodzeniu się państwa polskiego w 1918 roku (tramwaje w Krakowie dopiero w 1925). 
W Kanadzie ujednolicono zasady, odchodząc od lewostronności w anglojęzycznych terytoriach w latach 20. XX wieku (niebędąca wcześniej częścią Kanady Nowa Fundlandia w 1947), w Chinach ruch ujednolicono na prawostronny w 1946 (dziś wyjątek stanowi w Chinach tylko Hongkong i Makau, choć przez krótki czas z przyczyn politycznych w okresie rewolucji kulturalnej wprowadzono w całych Chinach ruch lewostronny), Szwecja odeszła od ruchu lewostronnego obowiązującego tam od 1734 (wcześniej, od 1718, obowiązywała tam prawostronność) dopiero 3 września 1967 (dagen H), dostosowując się do zasad obowiązujących w sąsiednich krajach skandynawskich, Islandia 26 maja 1968 (H-dagurinn), Birma w 1970, a Nigeria 2 kwietnia 1972. Z kolei w dzisiejszej Namibii w przeszłości obowiązywał ruch prawostronny (w czasie rządów niemieckich), dopiero po 1915 roku zmieniono go na lewostronny, kiedy została podbita przez aliantów, a następnie stała się mandatem południowoafrykańskim.
Szacuje się, że około jednej trzeciej ludności świata mieszka w krajach, gdzie obowiązuje ruch lewostronny, i że ponad jedna czwarta pojazdów na świecie porusza się po lewej stronie drogi.
7 września 2009 Samoa dokonało konwersji w odwrotnym kierunku, wprowadzając ruch lewostronny w miejsce prawostronnego. Motywowano to faktem, iż ruch lewostronny obowiązuje w położonych relatywnie blisko znacznie bogatszych państwach: Australii, Nowej Zelandii i Japonii. Zmiana ma umożliwić import używanych samochodów z tych krajów, co z kolei ma zwiększyć dostępność transportu samochodowego dla zwykłych mieszkańców.

## Zasady ruchu lewostronnego
W państwach w Europie, w których obowiązuje ruch lewostronny, zasada pierwszeństwa na skrzyżowaniach nie jest odwrotna niż w państwach o ruchu prawostronnym, na przykład w Wielkiej Brytanii na nieoznakowanych skrzyżowaniach nikt nie ma pierwszeństwa – inaczej jednak jest w Japonii. Inna jest też konstrukcja samochodów: kierownica w samochodach przeznaczonych do ruchu lewostronnego znajduje się po prawej stronie samochodu, a światła mijania (asymetryczne) kierują snop światła tak, by doświetlał lewą stronę drogi.

## Koleje
Na kolei ruch lewostronny obowiązuje także w niektórych spośród tych państw, w których na drogach wprowadzono ruch prawostronny, na przykład we Francji (oprócz Alzacji i zachodniej części Lotaryngii), Włoszech, Szwajcarii, Szwecji, Danii, Belgii i Portugalii. Ruch lewostronny obowiązuje również w metrze w Madrycie, Sztokholmie i Lizbonie.
W szczególnych przypadkach dopuszczalny jest ruch pociągu lewą stroną linii nawet na tych odcinkach sieci kolejowej, na których normalnie obowiązuje prawostronny kierunek ruchu.

## Na wodzie
W ruchu statków, niezależnie od państwa, na całym świecie obowiązuje ruch prawostronny.